# Anna Bogali-Titovets
Anna Bogali-Titovets –en ruso, Анна Богалий-Титовец– (nacida como Anna Ivánovna Bogali, Vozhega, 12 de junio de 1979) es una deportista rusa que compitió en biatlón.
Participó en tres Juegos Olímpicos de Invierno, obteniendo en total dos medallas de oro, una en Turín 2006 y la otra en Vancouver 2010, ambas en la prueba por relevos. Ganó siete medallas en el Campeonato Mundial de Biatlón entre los años 2001 y 2006, y cinco medallas en el Campeonato Europeo de Biatlón, en los años 2003 y 2005.

## Palmarés internacional
| Juegos Olímpicos   | Juegos Olímpicos       | Juegos Olímpicos  | Juegos Olímpicos |
| Año                | Lugar                  | Medalla           | Prueba           |
| ------------------ | ---------------------- | ----------------- | ---------------- |
| 2006               | Turín (Italia)         | Medalla de oro    | Relevos          |
| 2010               | Vancouver (Canadá)     | Medalla de oro    | Relevos          |
| Campeonato Mundial |                        |                   |                  |
| Año                | Lugar                  | Medalla           | Prueba           |
| 2001               | Pokljuka (Eslovenia)   | Medalla de oro    | Relevos          |
| 2004               | Oberhof (Alemania)     | Medalla de plata  | Velocidad        |
| 2004               | Oberhof (Alemania)     | Medalla de plata  | Relevos          |
| 2004               | Oberhof (Alemania)     | Medalla de bronce | Persecución      |
| 2005               | Hochfilzen (Austria)   | Medalla de oro    | Relevos          |
| 2005               | Janty-Mansisk (Rusia)  | Medalla de plata  | Relevo mixto     |
| 2006               | Pokljuka (Eslovenia)   | Medalla de oro    | Relevo mixto     |
| Campeonato Europeo |                        |                   |                  |
| Año                | Lugar                  | Medalla           | Prueba           |
| 2003               | Forni Avoltri (Italia) | Medalla de oro    | Relevos          |
| 2005               | Novosibirsk (Rusia)    | Medalla de oro    | Relevos          |
| 2005               | Novosibirsk (Rusia)    | Medalla de bronce | Velocidad        |
| 2005               | Novosibirsk (Rusia)    | Medalla de bronce | Persecución      |
| 2005               | Novosibirsk (Rusia)    | Medalla de bronce | Individual       |